# کریس دیل (بازیکن فوتبال)
کریس دیل (انگلیسی: Chris Dale؛ زادهٔ ۱۶ آوریل ۱۹۵۰) بازیکن فوتبال اهل بریتانیا است.
از باشگاه‌هایی که در آن بازی کرده‌است می‌توان به باشگاه فوتبال یورک سیتی اشاره کرد.